# Papa Waigo N'Diaye
Papa Waigo N'Diaye (Saint Louis, Senegal, 20 de enero de 1984) es un futbolista senegalés, se desempeña como delantero o extremo y actualmente juega en el Al-Wahda de la Liga de los EAU.

## Clubes
| Club                    | País                   | Año       |
| ----------------------- | ---------------------- | --------- |
| Hellas Verona FC        | Italia                 | 2002-2005 |
| Cesena                  | Italia                 | 2005-2007 |
| Genoa CFC               | Italia                 | 2007      |
| ACF Fiorentina          | Italia                 | 2008-2009 |
| US Lecce                | Italia                 | 2009      |
| Southampton FC          | Inglaterra             | 2009-2010 |
| US Grosseto FC          | Italia                 | 2010-2011 |
| Ascoli                  | Italia                 | 2011-2012 |
| Al-Wahda                | Emiratos Árabes Unidos | 2012-2013 |
| Ettifaq F. C.           | Arabia Saudita         | 2013-2014 |
| Al-Raed                 | Arabia Saudita         | 2014-2015 |
| Al-Ittihad Kalba SC     | Emiratos Árabes Unidos | 2015-2016 |
| Al Urooba Club          | Emiratos Árabes Unidos | 2016-2017 |
| Al Dhaid SC             | Emiratos Árabes Unidos | 2017-2018 |
| US Folgore Caratese ASD | Italia                 | 2018-2019 |
| Masafi Club             | Emiratos Árabes Unidos | 2019      |